# Stictopisthus russicus
Stictopisthus russicus är en stekelart som beskrevs av Schwenke 1999. Stictopisthus russicus ingår i släktet Stictopisthus och familjen brokparasitsteklar. Inga underarter finns listade i Catalogue of Life.